# Вампирские песни
Вампирские песни — седьмой музыкальный альбом, записанный рок-группой «Пикник» в 1995 году. По мнению группы, этот альбом является ответвлением от основной дискографии, так как собственно группа «Пикник» исполнила в нём только 3 песни — «Лишь влюблённому вампиру», «Искры около рта» и «Кровь, остынь (Фараон)». Ещё три песни — «Истерика», «Раз, два…» и «Вертолёт» — написал и спел Андрей Карпенко (известный также как Анри Альф), с которым группа познакомилась в одном из общежитий. В дальнейшем музыканты планировали записать с ним ещё один совместный альбом, но по неведомым причинам он так и не был издан, хотя единичные записи с него остались, как и записи, сделанные Андреем Карпенко в общежитии и с музыкантами группы «Тянь-Шань» (см. ссылки).
Оставшиеся три песни («Жертвоприношение», «Сон тревог» и «Белый хаос», как было написано на первых изданиях, исполнил проект «Харуам», правда, впоследствии лидер «Пикника» Э. Шклярский рассказал, что песни проекта «Харуам» на самом деле являлись делом рук группы «Пикник», просто в несколько другом жанре.

## Список композиций
| №   | Название                                 | Длительность |
| --- | ---------------------------------------- | ------------ |
| 1.  | «Лишь влюбленному вампиру (Э.Шклярский)» | 5:40         |
| 2.  | «Истерика (А.Карпенко)»                  | 5:03         |
| 3.  | «Жертвоприношение (инструментал)»        | 2:06         |
| 4.  | «Искры около рта (Э.Шклярский)»          | 4:11         |
| 5.  | «Раз, два… (А.Карпенко)»                 | 2:35         |
| 6.  | «Кровь, остынь (Фараон) (Э.Шклярский)»   | 4:50         |
| 7.  | «Сон тревог (инструментал)»              | 2:23         |
| 8.  | «Вертолёт (1 и 2 ч.) (А. Карпенко)»      | 8:00         |
| 9.  | «Белый хаос (инструментал)»              | 2:53         |
| 10. | «Капитан (bonus) (А. Карпенко)»          | 5:48         |

## Участники записи
- Анри Альф (Андрей Карпенко) (2, 5, 8,10) (он же вокал в этих песнях)
- музыка, слова, аранжировки, гитары: Эдмунд Шклярский (1, 4, 6)
- Харуам — музыка Харуам (3, 7, 9)
- бас-гитара, бэк-вокал: Виктор Евсеев
- все ударные и перкуссия: Леонид Кирнос
- все клавишные инструменты, аранжировки: Сергей Воронин
- Редактор: Дэ'Стеклов
- Художник: Э. Шклярский
- Звукорежиссёр: И. Бухаловский
- Мастеринг: М. Насонкин (M&M)
- Продюсер: О. Круглов
- Компьютерный дизайн: Б. Смирнов, Э. Ковалёв